# Lukas Brazdauskis
Lukas Brazdauskis (Kaunas, 1º ottobre 1988) è un ex cestista lituano.

## Palmarès
- Lega Baltica: 1

Lietuvos rytas: 2008-09
- Eurocup: 1

Lietuvos rytas: 2008-09